# Stari Trg ob Kolpi
Stari Trg ob Kolpi – wieś w Słowenii, w gminie Črnomelj. W 2018 roku liczyła 89 mieszkańców.